# Бідряги
Бідря́ги —  село в Україні, у Харківському районі Харківської області. Населення становить 188 осіб. Село у складі Південноміської міської громади.

## Географія
Село Бідряги знаходиться на правому березі безіменної річечки, яка через 2,5 км впадає в річку Мерефа, вище за течією на відстані 1,5 км розташоване село Бистре, нижче за течією на відстані 1,5 км розташований смт Буди. До села примикають лісові масиви (дуб). Поруч проходить автомобільна дорога Р51.

## Населення

### Мова
Розподіл населення за рідною мовою за даними перепису 2001 року:
| Мова            | Кількість | Відсоток |
| --------------- | --------- | -------- |
| українська      | 150       | 79.79%   |
| російська       | 35        | 18.62%   |
| білоруська      | 1         | 0.53%    |
| вірменська      | 1         | 0.53%    |
| інші/не вказали | 1         | 0.53%    |
| Усього          | 188       | 100%     |